# Cryptolabis mixta
Cryptolabis mixta là một loài ruồi trong họ Limoniidae. Chúng phân bố ở miền Tân bắc.